# Jardim Duque da Terceira

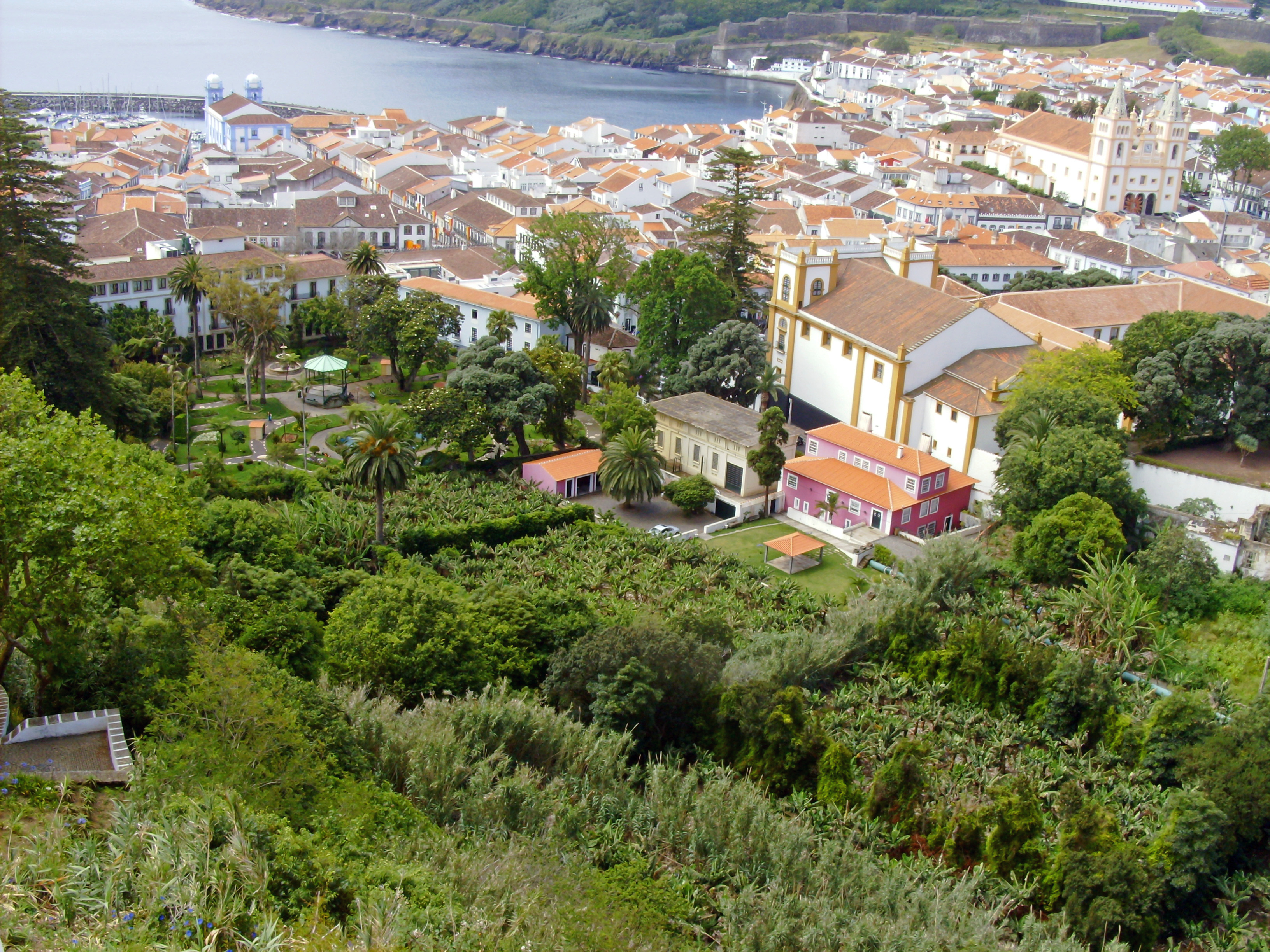
Jardim Duque da Terceira: vista geral do jardim; ao fundo, a baía de Angra.

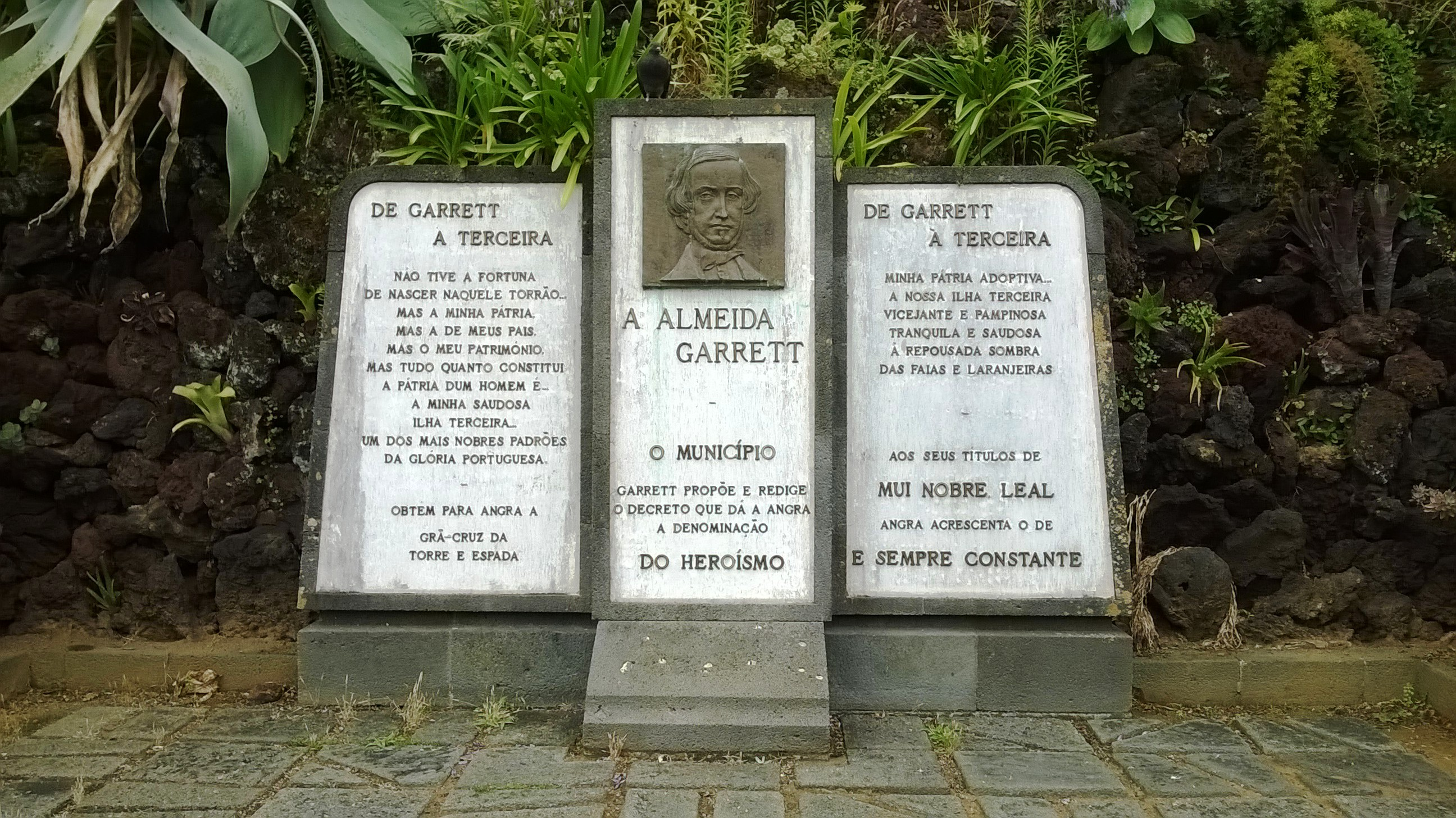
Jardim Duque da Terceira: monumento em homenagem a Almeida Garrett (glorieta em bronze e pedra, descerrada a 30 de Novembro de 1954).

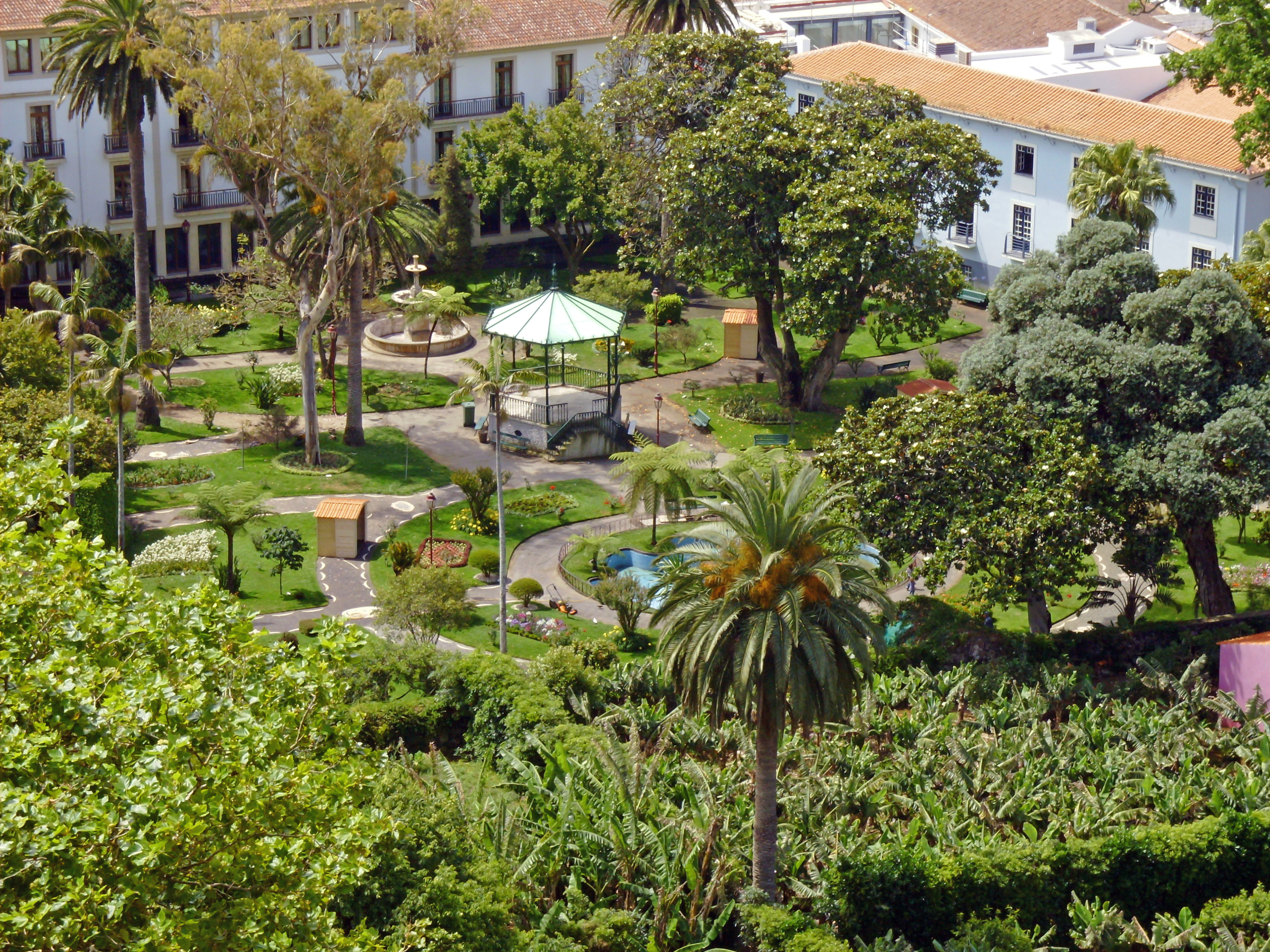
Jardim Duque da Terceira: plataforma inferior com o coreto e chafariz (o «babão»).

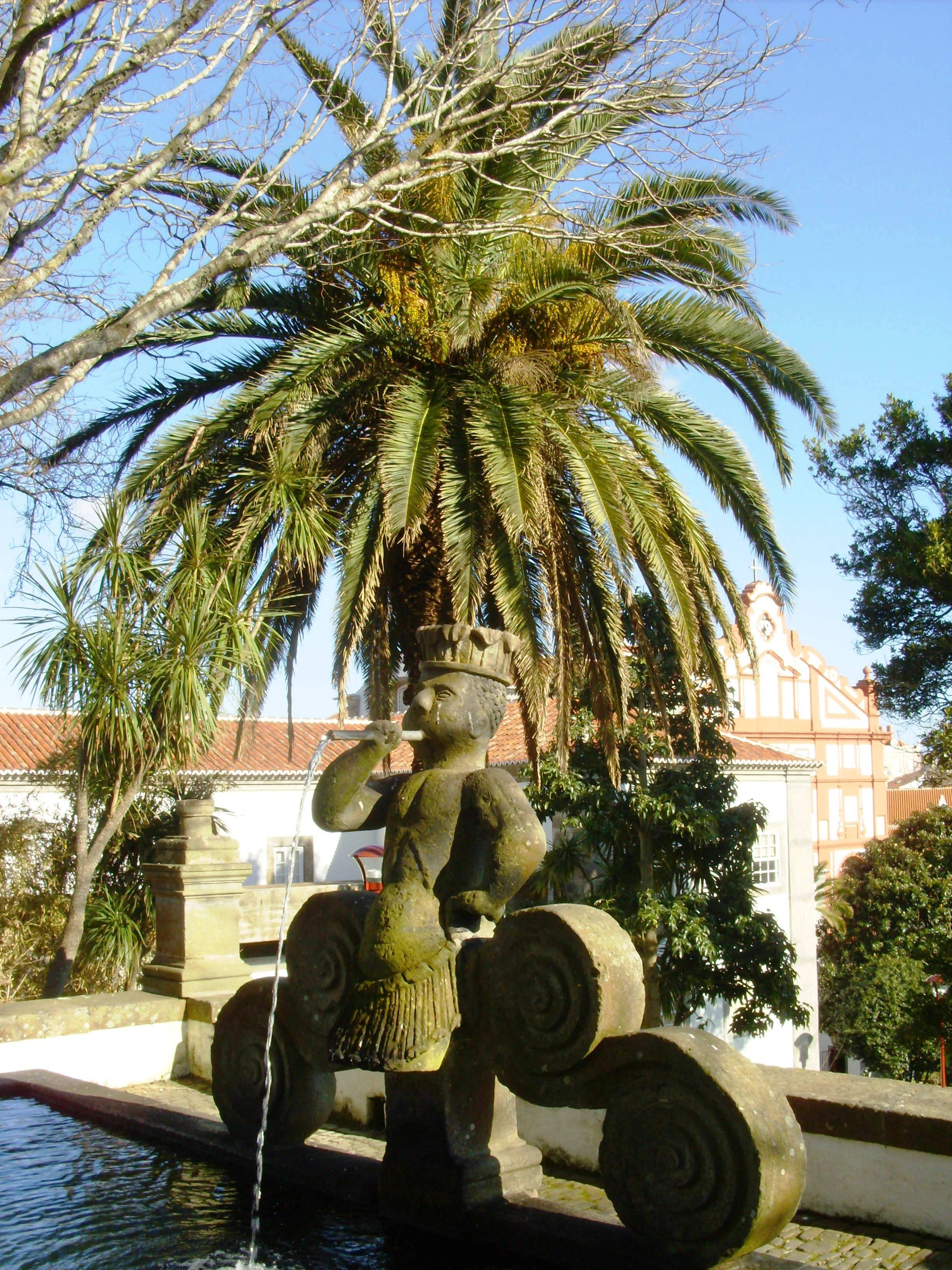
Jardim Duque da Terceira: «Tanque do Preto» (detalhe do chafariz, mostrando a escultura em basalto).

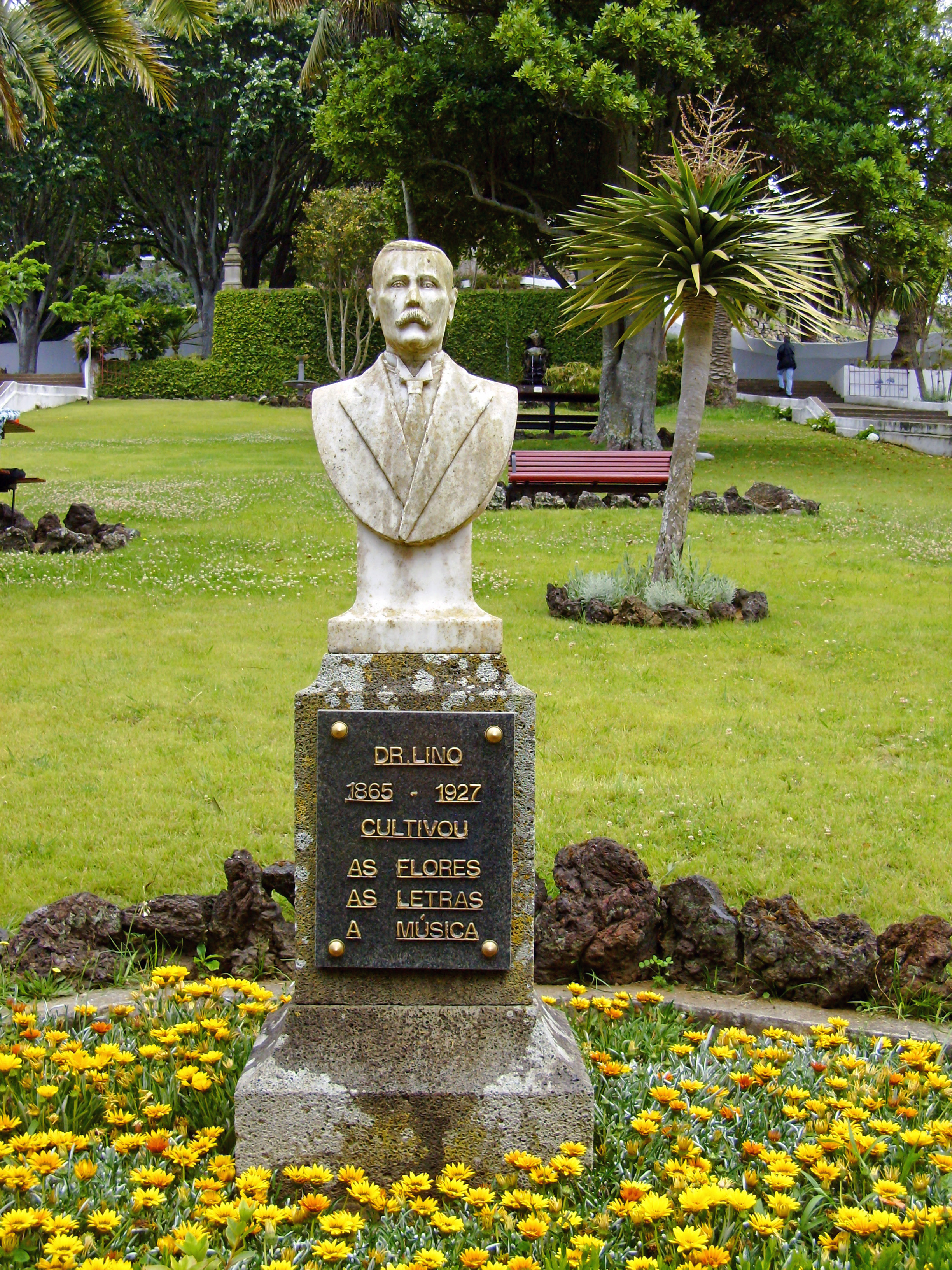
Jardim Duque da Terceira: busto do Dr. Manuel António Lino (descerrado a 16 de outubro de 1949).

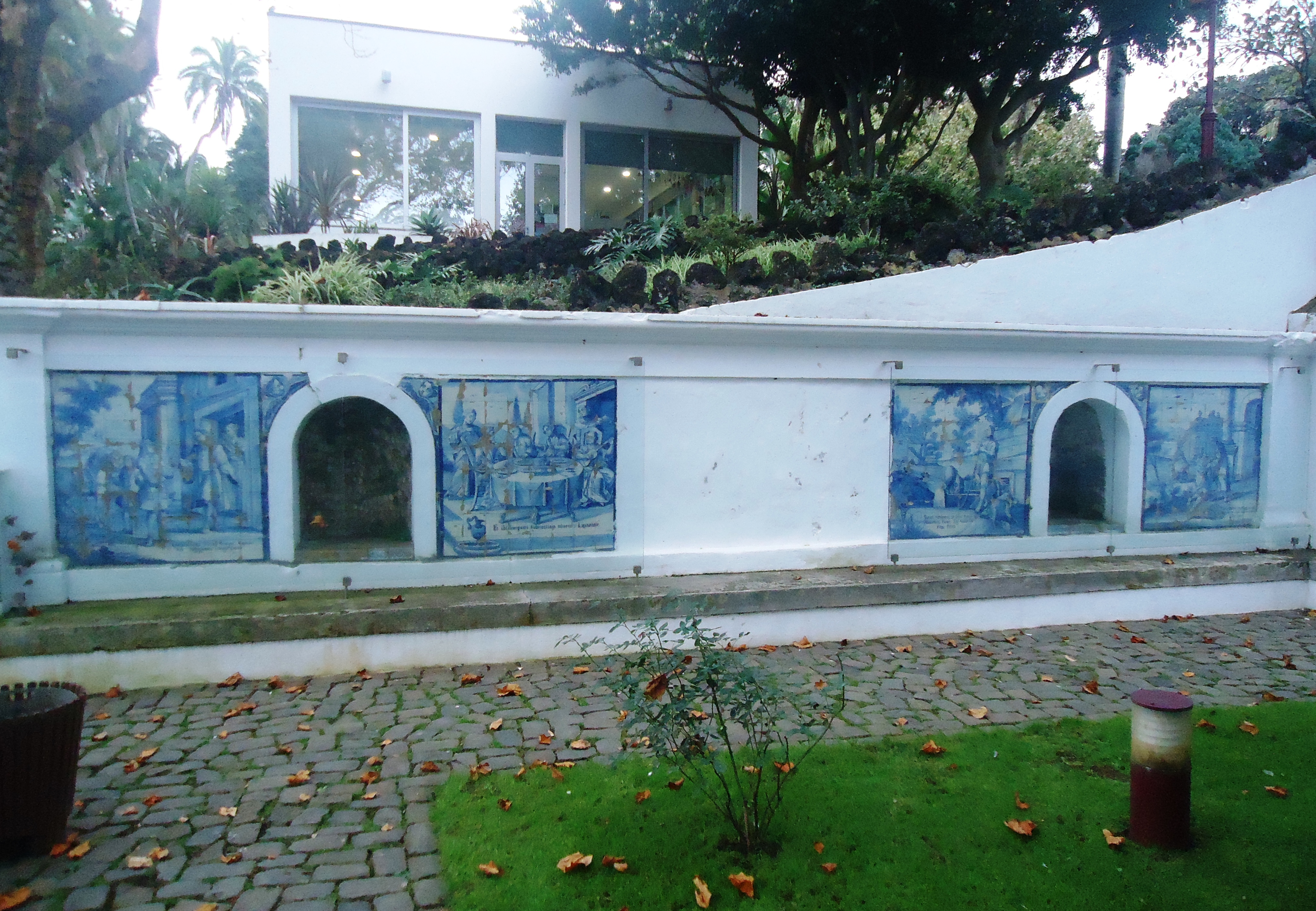
Jardim Duque da Terceira: painéis de azulejo representando a parábola do filho pródigo (parte da cerca do convento dos franciscanos).

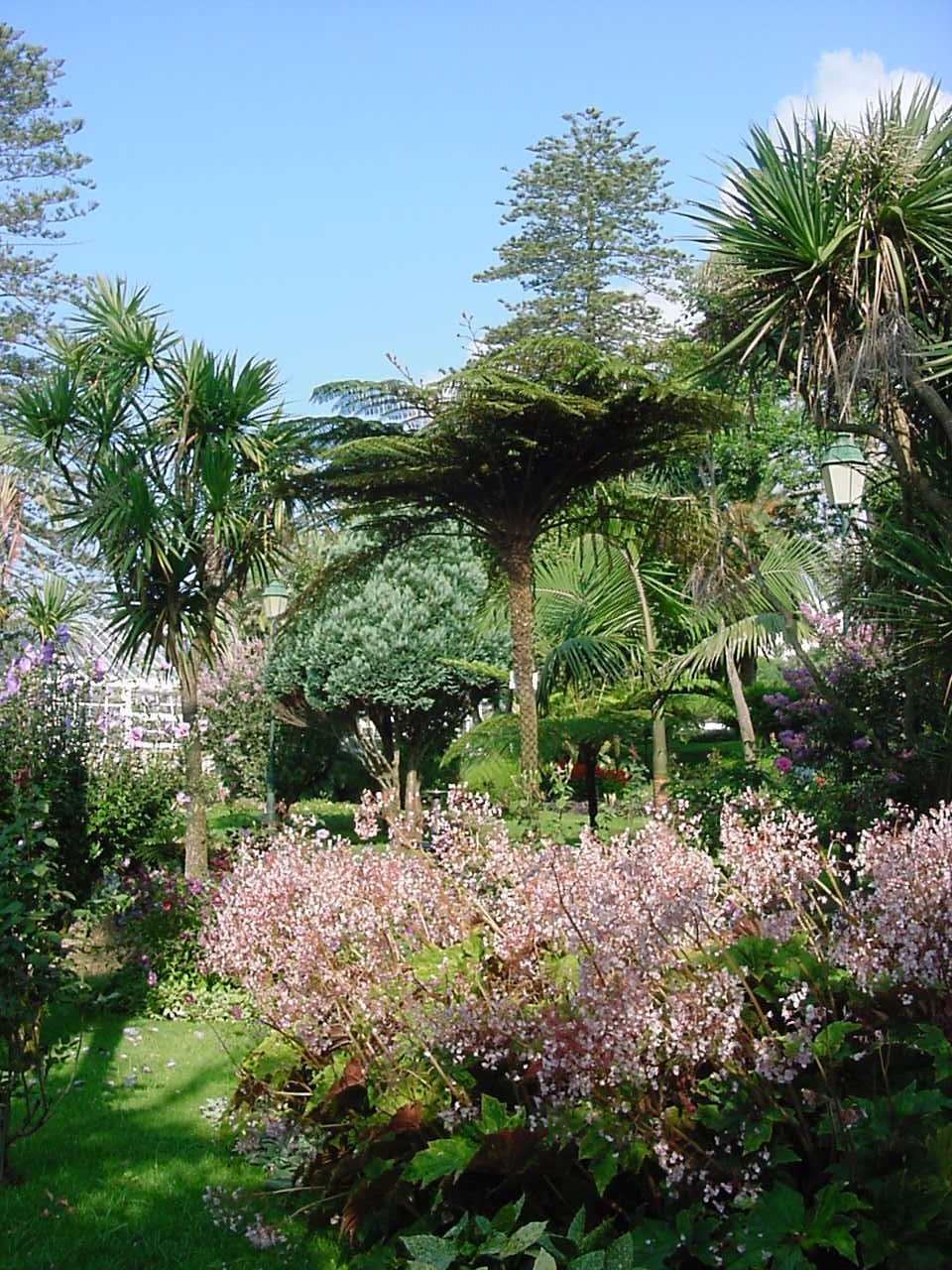
Jardim Duque da Terceira: destaque para o feto arbóreo ao centro da foto.

O Jardim Duque da Terceira é um parque municipal integrado no Centro Histórico de Angra do Heroísmo (ilha Terceira), conjunto inscrito na lista do Património Mundial da UNESCO, considerado um dos mais belos jardins clássicos do arquipélago dos Açores. Assim designado, por deliberação camarária de 18 de Janeiro de 1888, em homenagem a António José de Sousa Manoel de Menezes Severim de Noronha, duque da Terceira, o complexo de parque e edifícios conexos ocupa cerca de 31 600 m2 e está implantado nos terrenos outrora ocupados pelas cercas do Colégio dos Jesuítas e do Convento de São Francisco de Angra e pelos quintais da Casa do Capitão do Donatário de Angra. É um jardim de traços clássicos, construído em patamares ligados por caminhos declivosos, desenhados com pedras de basalto, que se estendem até ao Alto da Memória. Conserva valiosos testemunhos da antiga cerca dos franciscanos e exibe uma grande variedade de espécimes vegetais pertencentes à flora das regiões subtropicais e tropicais.

## História
Acompanhando as tendências dos inícios do século XIX o Município de Angra, com o valioso contributo de vários particulares, construiu em 1815 um «passeio público» no Alto das Covas, usando os terrenos anexos à cerca do Convento de São Gonçalo. Esta primeira tentativa de dotar a cidade de um espaço para atrair os cidadãos nas suas horas de lazer não surtiu o efeito desejado e em poucos anos o «passeio» ficou vandalizado e semi-abandonado, acabando por ser desmantelado em 1871. Entretanto fora construído um pequeno jardim na parte final da falésia acima do varadouro do Porto de Pipas, que nos tempos do Estado Novo seria designado por «Jardim Brianda Pereira», mas que por estar situado em local considerado distante, e mesmo como sendo fora da cidade, também foi votado ao esquecimento, mas ainda assim persistindo até à década de 1950.
Foi neste contexto de acompanhar a modernidade e dotar o centro da cidade de um decente «passeio público» que surgiu a ideia de utilizar para esse fim  os terrenos das antigas hortas do Colégio dos Jesuítas e de parte da cerca do Convento de São Francisco. Ao tempo a parte inferior desses prédios era conhecida pelo «Sítio do Fagundes», tendo sido arrematado por um particular com esse apelido após a extinção dos conventos ocorrida em 1834.
Com esse objectivo, a Câmara Municipal de Angra do Heroísmo adquiriu em 1863 o domínio útil do denominado «Sítio Fagundes», do qual tomou posse no ano seguinte, passando assim a dispor de uma parte substancial da cerca do convento de São Francisco e as casas anexas que até então eram do abonado proprietário de apelido Fagundes. O Município acabaria mais tarde por comprar este prédio de 16 335 m2, inscrito em 1872 na Conservatória do Registo Predial a seu favor. O prédio compreendia as antigas cercas do Colégio dos Jeuítas (hoje o «Jardim de Baixo») e do Convento de São Francisco (hoje os «Bosques» e «Jardim de Cima»).
Apesar da aquisição, o objectivo de ali estabelecer, embora de forma faseada, um «passeio público» tardou e o Conselho Agrícola Distrital, um organismo dependente da Junta Geral do Distrito de Angra do Heroísmo, tomou o terreno por arrendamento para ali estabelecer a sua quinta experimental.
Em resultado desse arrendamento, os terrenos permaneceram durante muitos anos sob a administração e exploração do Conselho Agrícola Distrital, que ali realizou várias experiências de aclimatação de plantas, com a condição expressa de reservar uma parte para ajardinamento. Nesse período, o terreno que hoje constitui o «Jardim de Baixo» estava dividido em cinco secções: floricultura, fruticultura, horticultura, grande cultura e viticultura.
A construção do jardim apenas foi iniciada em 1882, quase duas décadas após a aquisição dos terrenos, por sugestão do governador civil Afonso de Castro que no início desse ano lembrou à Câmara Municipal a necessidade de ser construído o falado passeio público. Tendo o Governo assumido parte da obra, por incapacidade financeira do Município, 6 meses depois, nos finais de 1882, já havia o Município dado início aos trabalhos.
O projecto inicial, em estilo geometrizado clássico francês, foi elaborado por François Joseph Gabriel (1835-1897, frequentemente referido por Francisco José Gabriel), um agrónomo e jardineiro, natural de Liège, que trabalhava nos viveiros do empresário valão Lambert Jacob-Makoy quando foi contratado pelo micaelense António Borges, para instalar o seu parque em Ponta Delgada (hoje o Jardim António Borges). Depois de uma viagem por Paris e Londres, fixou-se em 1853 na ilha de São Miguel, onde colaborou na instalação de diversos jardins, entre os quais em 1859, por encomenda de Jácome Correia, os do parque do Palácio de Santana.
Após o falecimento da esposa, mudou-se para Angra como representante da Fábrica de Tabaco Micaelense e procurador dos herdeiros da baronesa da Fonte Bela. Em Angra, em 1870 voltou a casar, fixando-se em definitivo. Depois de ornamentador várias quintas nos arredores da cidade, em 1873 já trabalhava para a Câmara Municipal, como responsável pelo plantio de árvores na Praça Velha. Introduziu várias espécies de árvores e arbustos na ilha Terceira, entre as quais o metrosídero, o eucalipto-limão e a araucária. O seu trabalho na aclimatação de plantas e na construção do jardim público levou a que fosse agraciado em 1882, por proposta do governador civil de Angra, com a comenda da Ordem de Nossa Senhora da Conceição, pelos serviços prestados à agricultura. Foi avô de Marina Dewander Gabriel, professora de canto e cantora de projecção internacional.
A fase inicial, correspondente ao talhão que é hoje conhecido pelo «Jardim de Baixo», abriu em finais de 1882, com o portão e a vedação para a Rua Direita com a configuração que ainda mantêm, ocupando essencialmente os terrenos antes pertencentes ao Colégio, com a implantação de uma cascata em obsidiana, canteiros e um lago, cujo repuxo se elevava a alguns metros de altura.
Desde o início da construção do jardim, iniciada em finais de 1882, foram várias as concepções estéticas adoptadas. Apesar disso, o jardim mantém a marca do belga François Joseph Gabriel, que ao desenhar o «Jardim de Baixo» e ao chefiar nos primeiros anos o andamento dos trabalhos, imprimiu àquele espaço um claro cunho clássico francês, estilo desenvolvido dois séculos antes por André Le Nôtre. Esta opção estilística foi depois replicado, embora com modificações, nas zonas posteriormente construídas. Na parte desenhada por François Gabriel os caminhos cuidadosamente delineados realçam a simetria conferida pelos tapetes relvados, sobre os quais estão montados canteiros sazonais e se alinham e emparelham árvores e arbustos. A repetição de elementos vivos, como as roseiras, os corpos de água geometricamente dispostos, as podas de topiaria que impõem formas exóticas às árvores e arbustos, são as características dominantes desta parte do jardim.
Em redor da zona ajardinada permaneciam muros altos, que separavam o «passeio público» dos quintais circundantes e da zona de aclimatação de plantas, que foram sendo retirados ao longo da década seguinte. A zona sul, hoje contígua ao hotel e onde se localiza o «babão», inicialmente separada por alto um muro, era mais baixa, sendo ocupada por viveiros de plantas. Aquela zona assim permaneceu até se proceder ao seu ajardinamento e plantio com roseiras, o que levou à criação de um espaço em estilo tipicamente francês, tendo o coreto na zona de separação, então transformada num talude ajardinado. O desnivelamento entre os dois tabuleiros foi sempre motivo de alguma contestação, sendo desde o início proposto o aterro com terras a retirar do adro da Igreja de Nossa Senhora da Guia do contíguo Convento de São Francisco.
Por deliberação de 18 de Janeiro de 1888 este local de experimentação e de aclimatação de culturas, passa a denominar-se «Passeio Duque da Terceira», ficando Angra com um recanto verde estrategicamente situado no coração da cidade. Com a generalização da designação de «jardim» o local nas décadas seguintes passou a ser conhecido pela sua designação actual, passando a ser o  «Jardim Duque da Terceira», tendo como epónimo, o 1.º duque da Terceira, uma das figuras mais relevantes da implantação do liberalismo em Portugal.
O nivelamento do «Jardim de Baixo» apenas foi conseguido na década de 1920, por proposta do vereador Eduardo Abreu que para tal se socorreu de um projecto elaborado pelo então major Eduardo Gomes da Silva. A obra iniciou-se em 1922, ficando concluída em meados de 1923, altura em que aquela plataforma ganhou a configuração que ainda mantém. Por esta altura o Jardim ganhou nova vitalidade, especialmente pelo empenhamento de Henrique Brás, ao tempo presidente da Câmara Municipal, invertendo-se a degradação que então se verificava no asseio e na decoração. A zona mais próxima do Convento de São Francisco, hoje conhecida pelo «Jardim de Cima», era então uma mata, em boa parte abandonada e com árvores secas a necessitar de limpeza e reposição.
Em 1925, novamente sob a presidência de Henrique Brás, o coreto, que havia sido construído em 1887, ganhou a sua presente configuração, com a actual cobertura metálica e gradeamento. Nesse mesmo ano foi transferido para a localização actual o chamado «babão», fontanário decorativo em mármore que depois de uma curta passagem pela Praça Velha em 1879, e após vários anos desmontado à guarda do Conselho da Agricultura, se encontrava inicialmente instalado no «bosque», ou seja no actual «Jardim de Cima», ocupando uma posição central, sensivelmente frente à porta da Igreja de Nossa Senhora da Guia. Ficava assim completo o «Jardim de Baixo» na sua presente configuração. O coreto era a esse tempo local principal de atracção da cidade, com concertos nocturnos da banda militar, e a partir de 1900 das filarmónicas, num jardim que para esse efeito era iluminado.
O «Jardim de Baixo» foi escolhido em 1954, por ocasião da comemoração do centenário da sua morte, para perpetuar a memória de Almeida Garrett. Entre as diversas homenagens prestadas na ilha Terceira, o Município decidiu colocar, frente ao portão principal, uma glorieta com a efígie do poeta, integrada num projecto da autoria do arquitecto Fernando de Sousa. A glorieta, em bronze e pedra, foi descerrada a 30 de novembro de 1954, contendo uma evocação a Almeida Garrett, que viveu em Angra parte da sua mocidade, entre os 9 e os 17 anos de idade. Para além da efígie, contém inscrições alusivas às iniciativas de Garrett em benefício da cidade enquanto figura de vulto da revolução liberal e enquanto deputado às Cortes eleito pelo círculo da Terceira, autor do Decreto de 12 de Janeiro de 1837, assinado pela rainha D. Maria II que deu a Angra o sobriquete de «do Heroísmo», acrescentando aos títulos de «Muito Nobre e Leal» o de «sempre constante». Esse mesmo decreto concede ao Município a grã-cruz da Ordem da Torre e Espada, do Valor, Lealdade e Mérito, a mais alta condecoração portuguesa, sendo Angra a primeira cidade a receber tal honra.
A transição entre o «Jardim de Baixo» e o «Jardim de Cima» é feita por um talude que tem como elementos decorativos pequenos muretes em «pedra queimada», ou seja em grandes pedras de bagacina basáltica castanho-avermelhada, de aspecto rústico, entre os quais estão plantados diversos arbustos. A construção desta estrutura foi concluída em 1928, ano em que a pedido de um particular foi construído o quiosque em madeira ainda existente na extremidade sul daquela zona, destinado a venda de doçaria e bebidas. Em 1929 foi aprovada a construção de um aviário, para aves decorativas, projecto que não se concretizou, mas que levou à criação do espaço que depois seria a estufa fria do jardim, hoje a casa de chá e restaurante ali existente. No extremo sul desta área subsiste do tempo dos franciscanos, um conjunto de quatro painéis de azulejos, datados de cerca de 1740, que representam passagens da Parábola do Filho Pródigo, e estão enquadrados num espaço sobranceiro ao quiosque, com banquetas e muros.
A plataforma superior, o «Jardim de Cima», que inicialmente foi zona de aclimatação e depois bosque, começou a ganhar a presente configuração em 1922, com a abertura dos primeiros caminhos. Contudo, apenas na década de 1940 passou a ser jardim, com a criação dos canteiros e do pequeno lago ali existente. Foi nessa década que se instalaram os taludes relvados, um novo tanque, a escadaria de acesso ao «Tanque do Preto», os bancos de jardim e a pérgula que serviu de estufa fria até à construção da actual casa de chá. No início da passagem existe um tanque rectangular sobre cujo bordo sul está instalada uma famosa estátua, o «Preto do Jardim», que ostenta na cabeça um cocar de índio brasileiro. O «Tanque do Preto» já ali existia, provindo da cerca do antigo Convento de São Francisco, alimentado inicialmente pela levada da Ribeira dos Moinhos, servindo a água que corre, por um cano saído da boca da estátua, para regar as culturas que ali se faziam. A estrutura é o que resta do sistema de rega da antiga cerca dos franciscanos. Nas décadas de 1950 e 1960 realizaram-se no relvado confinante com a pérgula sessões teatrais e de cinema, muito frequentadas no verão.
No início do talude que liga o «Jardim de Cima» ao «Tanque do Preto» foi por iniciativa da Câmara Municipal, foi descerrado a 16 de outubro de 1949 um pequeno busto em mármore, que homenageia Manuel António Lino, um médico nascido a 4 de Janeiro de 1865 em Angra, que, para além de reputado profissional da medicina, foi um floricultor exímio, poeta, jornalista, dramaturgo, melómano e autor musical. Na cerimónia, em que participaram os alunos do Liceu Nacional de Angra do Heroísmo, então a funcionar no vizinho Convento de São Francisco, foram lidos textos do poeta, e no discurso do professor liceal Joaquim Moniz Corte-Real foi lembrado o amor que o homenageado dedicava às plantas, nomeadamente o seu empenho na cultura de crisântemos.
A partir da plataforma onde se localiza o «Tanque do Preto» parte uma ampla e sinuosa escadaria que liga o jardim à Memória. A ligação à Memória foi construída em 1898, por iniciativa de Silva Sarmento, que por duas vezes foi presidente da Câmara Municipal entre 1896 e 1898, ficando designada por «Passagem Silva Sarmento», topónimo que se mantém. O projecto, considerado ao tempo como caro, veio permitir uma ligação pedonal entre a baixa da cidade e o Bairro de São João de Deus e o Outeiro, ao mesmo tempo que aproveita a ampla paisagem sobre a cidade que sele se desfruta. Ao tempo tinha como atractivo adicional a presença das rodas das azenhas da Ribeira dos Moinhos, já que seguia ao longo daquela levada, da qual hoje pouco resta. Após ser estabelecida a ligação à plataforma da «Memória», ao longo da encosta, a área total do jardim aumentou para 17 500 m2. Acompanha esta elegante escadaria uma serpenteante alameda de plátanos, que ladeiam, ensombram e refrescam os degraus que gradualmente se elevam sobre a cidade, até ao admirável miradouro de horizontes dilatados e panorâmicas deslumbrantes, verdadeiro ex-libris da cidade de Angra do Heroísmo.
Em 2012 a estufa existente na transição para o «Jardim de Cima» foi demolida e no seu lugar foi inaugurado em 2015 um edifício destinado a cafetaria e restauração, conhecido pela «casa de chá», presentemente explorado por uma cooperativa que se dedica à produção de alimentos pelos métodos da agricultura biológica (ou agricultura orgânica).
Os imóveis existentes nas traseiras do Convento de São Francisco foram também integrados no Jardim em 2015, sendo recuperados e passando a albergar as áreas técnicas de produção de plantas e de limpeza e gestão do complexo de jardins. A azenha anexa, um dos moinhos da Ribeira dos Moinhos que se encontrava arruinado desde o sismo de 1980 foi recuperado e também integrado no complexo.
Na parte anexa ao «Jardim de Baixo», nos antigos quintais da Casa do Capitão do Donatário, foi instalado o «Passeio Rui Teles Palhinha», uma homenagem ao botânico angrense Rui Teles Palhinha, acrescentando ao jardim mais 14 300 m2 de novas áreas ajardinadas e uma nova entrada a partir da Rua do Marquês. O novo complexo, que inclui um tanque e um percurso com um riacho, foi inaugurado a 21 de junho de 2019. Os terrenos onde foi construída esta parte do Jardim foram adquiridos em 1998 pelo Governo Regional dos Açores para implantação da biblioteca pública de Angra, mas foram considerados insuficientes para o volume de construção pretendido, tendo-se optado por localizar aquela estrutura nos terrenos anexos ao Palacete Silveira e Paulo. A solicitação da Câmara Municipal, foram cedidos gratuitamente ao Município para alargamento do Jardim e para criação do Centro Interpretativo de Angra, que fica assim também integrado no Jardim. O Município adquiriu, entretanto, o pátio da antiga Casa do Donatário e uma das parcelas daquele imóvel, criando assim uma entrada adicional para o Jardim. Com estas adições o complexo de jardins e áreas técnicas ficou a ocupar uma área de 31 620 m2, dos quais cerca de 26 000 m2 correspondem a área de jardim visitável.

## Descrição
Desde o seu início, foram várias as concepções estéticas aplicadas no Jardim Duque da Terceira, variando desde o rústico ao geometrizado francês e ao romântico inglês, com uma bela mata de que hoje restam poucos exemplares, formando um requintado mosaico cultural. À volta do coreto, no plano mais baixo, ainda hoje é privilegiado o tipo de jardim francês.
O Jardim conserva dois relevantes elementos da antiga cerca franciscana:
- o "Tanque do Preto", antigo tanque de rega da cerca, tendo, num dos topos, uma estátua com uma figura híbrida de negro vestindo um cocar de índio brasileiro, soprando água por um tubo; e
- o conjunto de quatro painéis de azulejos representativos da parábola bíblica do "Filho Pródigo", de fabrico lisboeta de c. 1740, de grande interesse pela figuração de cenas domésticas e ambientes rústicos.

Quase que um autêntico jardim botânico, destaca-se pela variedade de sua flora, que compreende uma coleção de plantas exóticas reunida desde a época dos Descobrimentos, combinando espécimes tropicais e subtropicais com outros de regiões temperadas. Entre eles assinalam-se:
- dois exemplares de grandes dimensões de Araucária (Araucaria heterophylla)
- Eucaliptos
- Metrosíderos (Metrosideros excelsa)
- Palmeiras (géneros Phoenix, Livistona e Archontophoenix)
- Liriodendrons (Liriodendron tulipifera)
- Magnólias
- Camélias
- Hibiscos
- Medronheiros
- Fetos arbóreos africanos (género Cyathea)
- Zamias (aparentadas com os Encephalartos e originárias da América Central)
- Poinsettias (Euphorbia pulcherrima)
- Loureiro (Laurus nobilis)
- Plumeria (Plumeria rubra).

Destaque-se que as plantas encontram-se quase todas etiquetadas.
Ocupando uma área de cerca de 17500 m2, o jardim conta ainda com espaço próprio para crianças, mesas com bancos para piqueniques, estufa, coreto e diversos fontanários e pequenos lagos, além de bebedouros e casas de banho públicas.

## Galeria

### Espécies botânicas

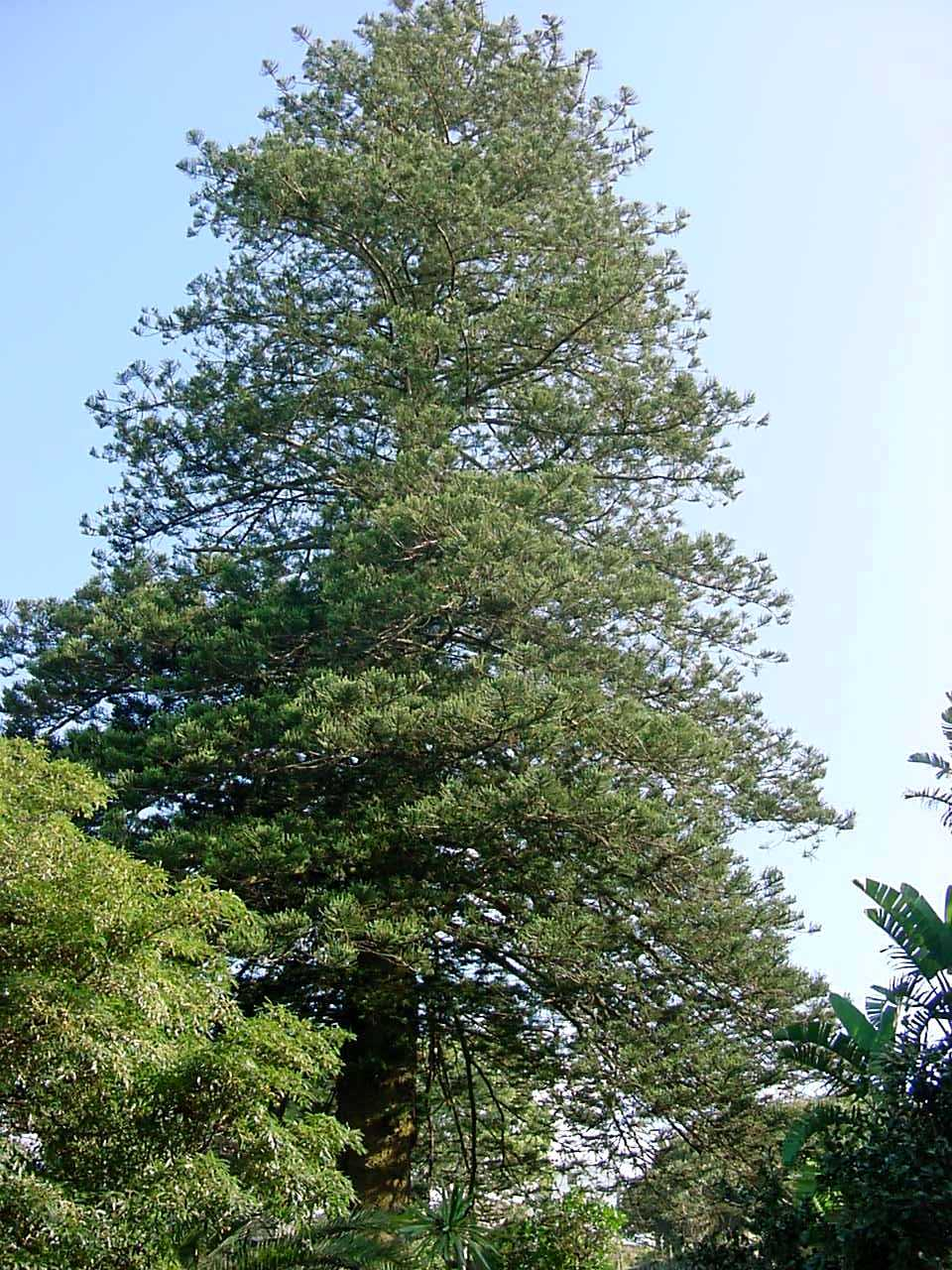
Araucária
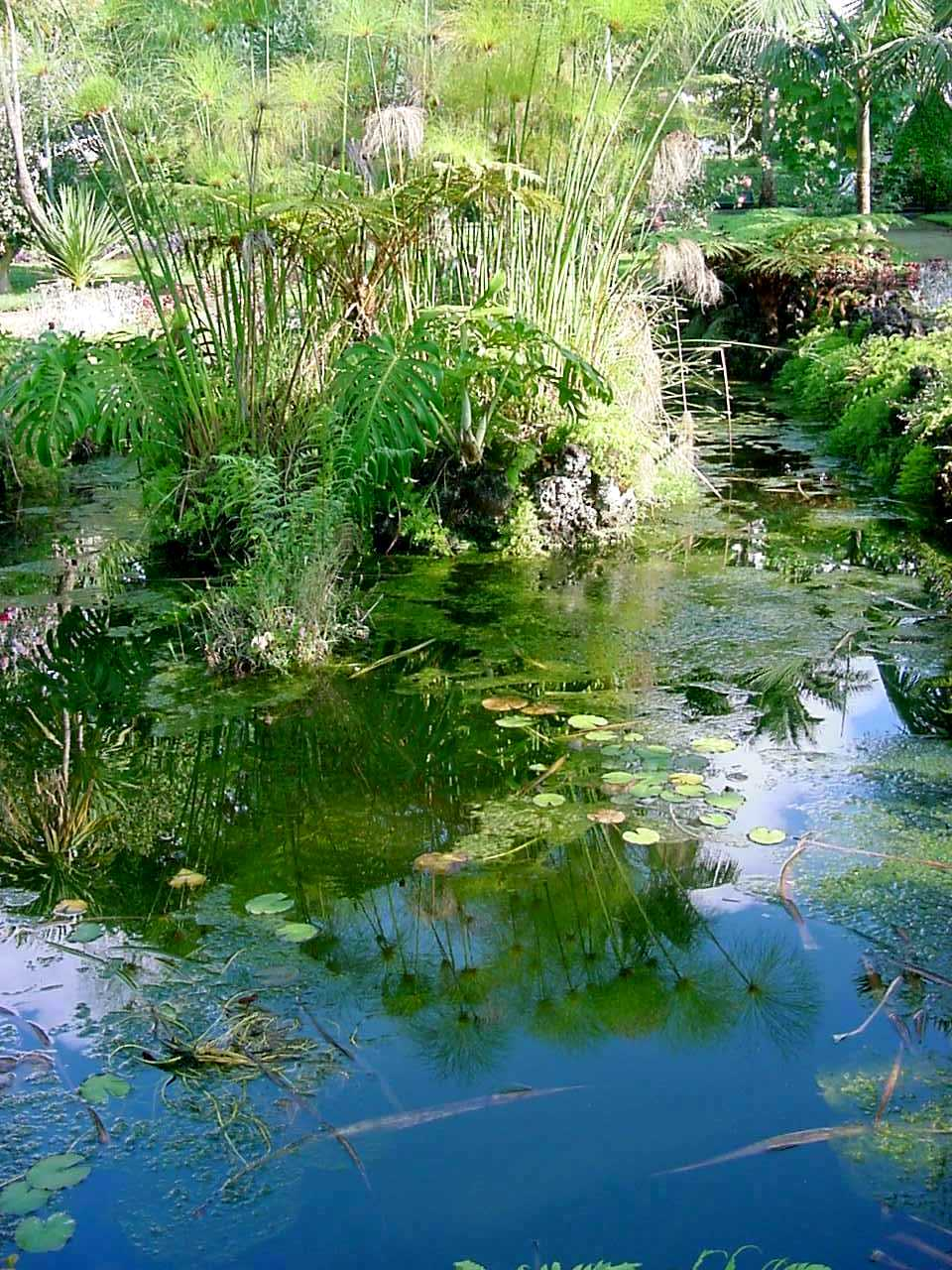
Lago com papiros
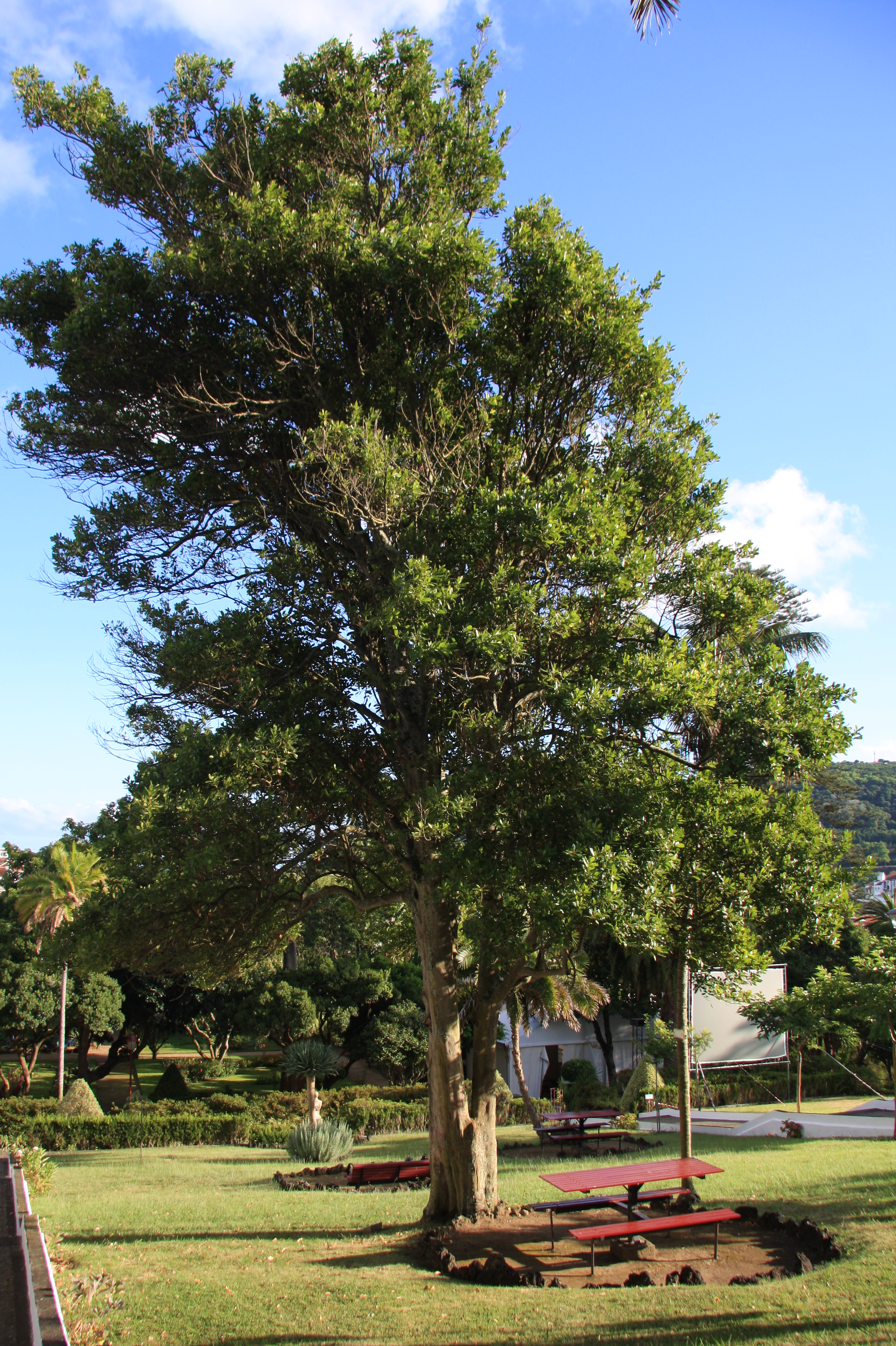
Loureiro

### Obras de arte

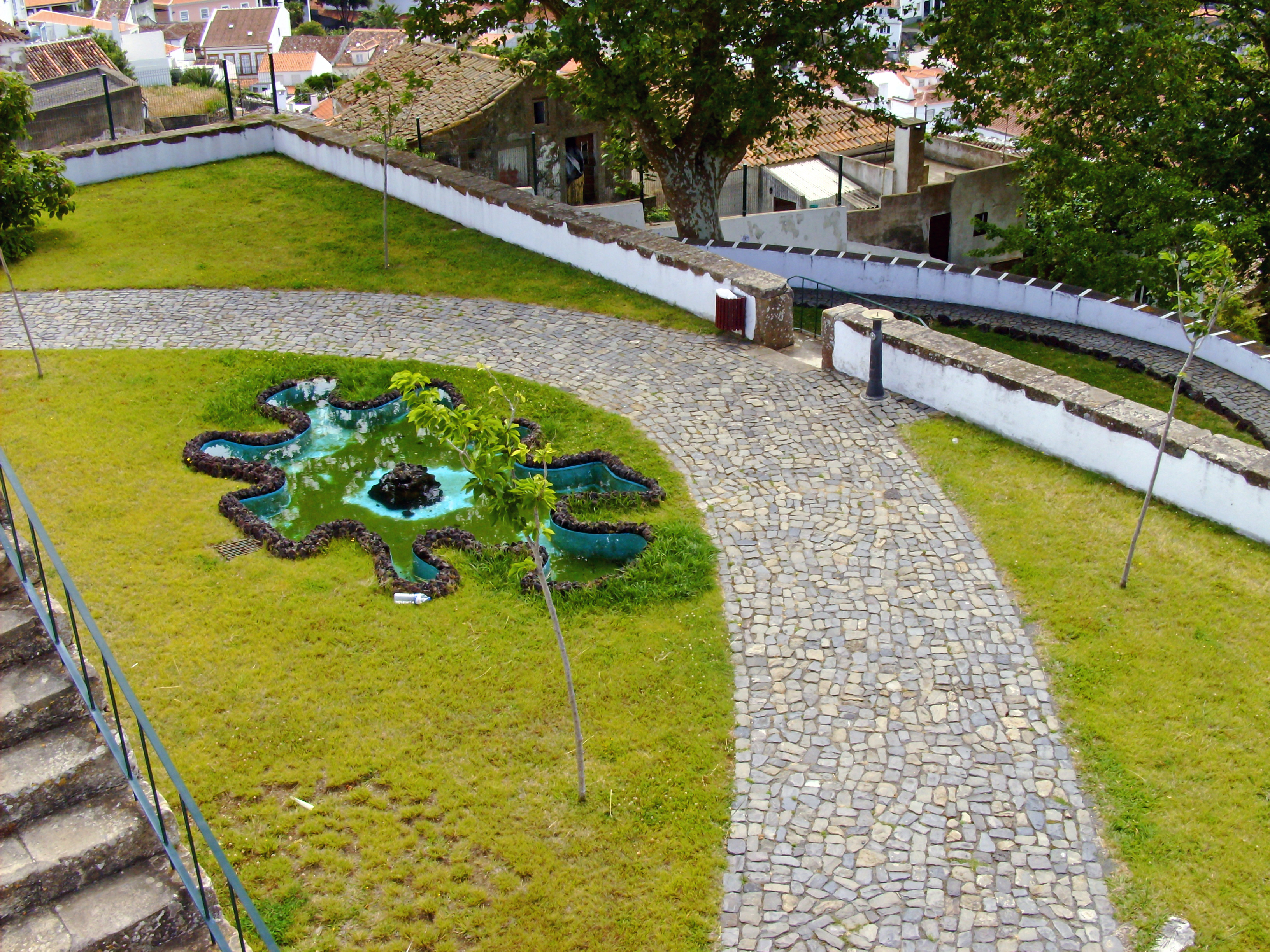
Lago
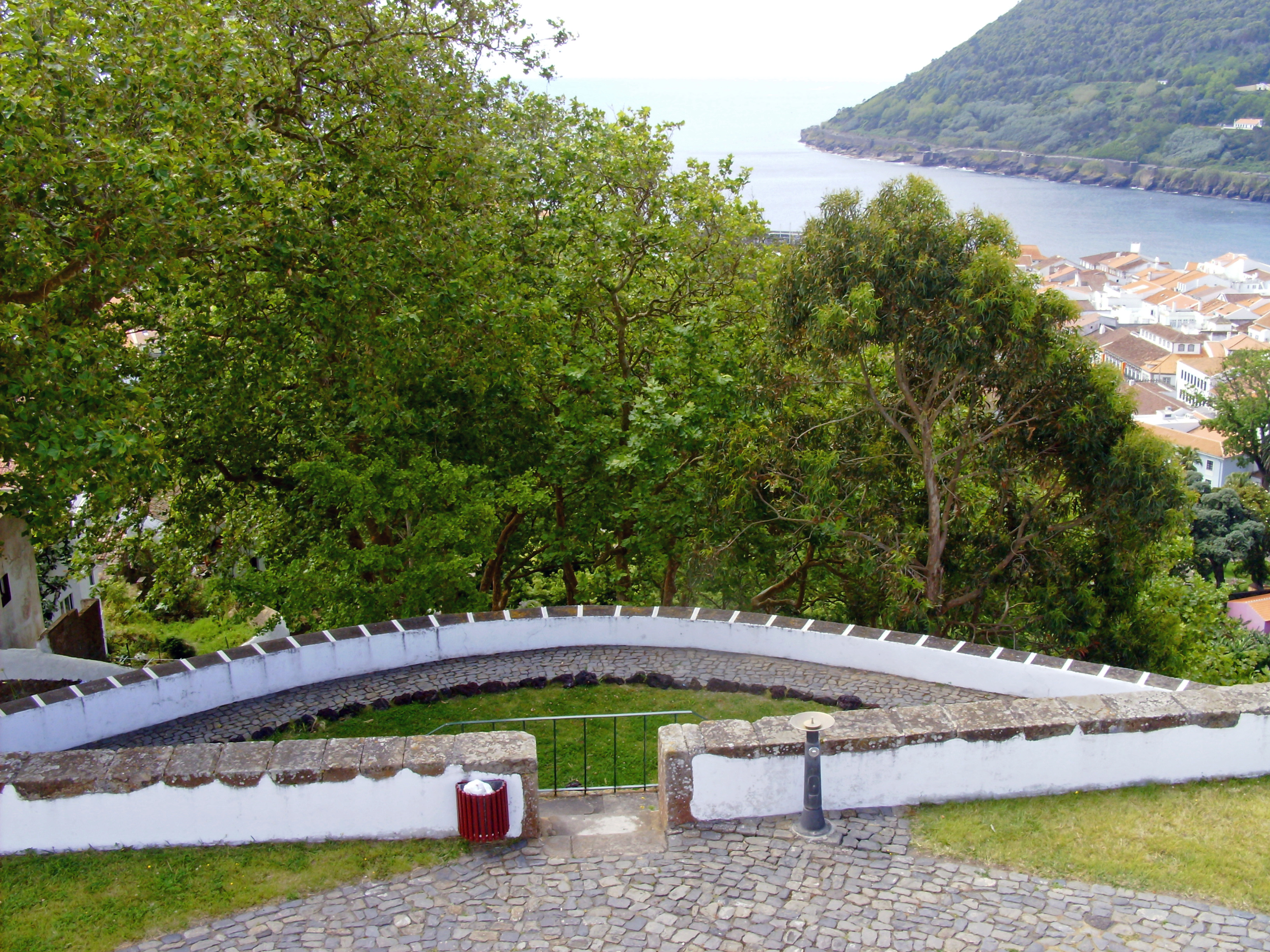
Um dos terraços